# Agde
Agde település Franciaországban, Hérault megyében. Lakosainak száma 29 612 fő (2022. január 1.). Agde Bessan, Florensac, Marseillan és Vias községekkel határos.

## Népesség
A település népességének változása:
| Lakosok száma | 10 184 | 13 107 | 17 583 | 21 293 | 25 253 | 26 946 | 28 609 | 29 600 | 29 201 | 29 612 |
|               | 1968   | 1982   | 1990   | 2006   | 2013   | 2015   | 2017   | 2019   | 2020   | 2022   |